# Donacia polita
Donacia polita là một loài bọ cánh cứng trong họ Chrysomelidae. Loài này được Kunze miêu tả khoa học năm 1818.